# Prêtreville
Prêtreville ist eine französische Gemeinde mit 390 Einwohnern (Stand: 1. Januar 2022) im Département Calvados in der Region Normandie. Sie gehört zum Arrondissement Lisieux und zum Kanton Mézidon Vallée d’Auge. Die Einwohner werden Prêtrevillois genannt.

## Geografie
Prêtreville liegt am Fluss Touques. Umgeben wird Prêtreville von den Nachbargemeinden Saint-Jean-de-Livet im Norden, Saint-Martin-de-Mailloc im Norden und Nordosten, Saint-Pierre-de-Mailloc im Osten, Saint-Cyr-du-Ronceray im Südosten, Auquainville im Süden sowie Saint-Germain-de-Livet im Westen.

## Bevölkerungsentwicklung
| Jahr                       | 1962 | 1968 | 1975 | 1982 | 1990 | 1999 | 2006 | 2012 | 2019 |
| Einwohner                  | 323  | 295  | 229  | 285  | 328  | 334  | 402  | 442  | 391  |
| Quellen: Cassini und INSEE |      |      |      |      |      |      |      |      |      |

## Sehenswürdigkeiten
- Kirche Saint-Pierre aus dem 13. Jahrhundert
- Herrenhaus von Querville aus dem 16. Jahrhundert, Monument historique

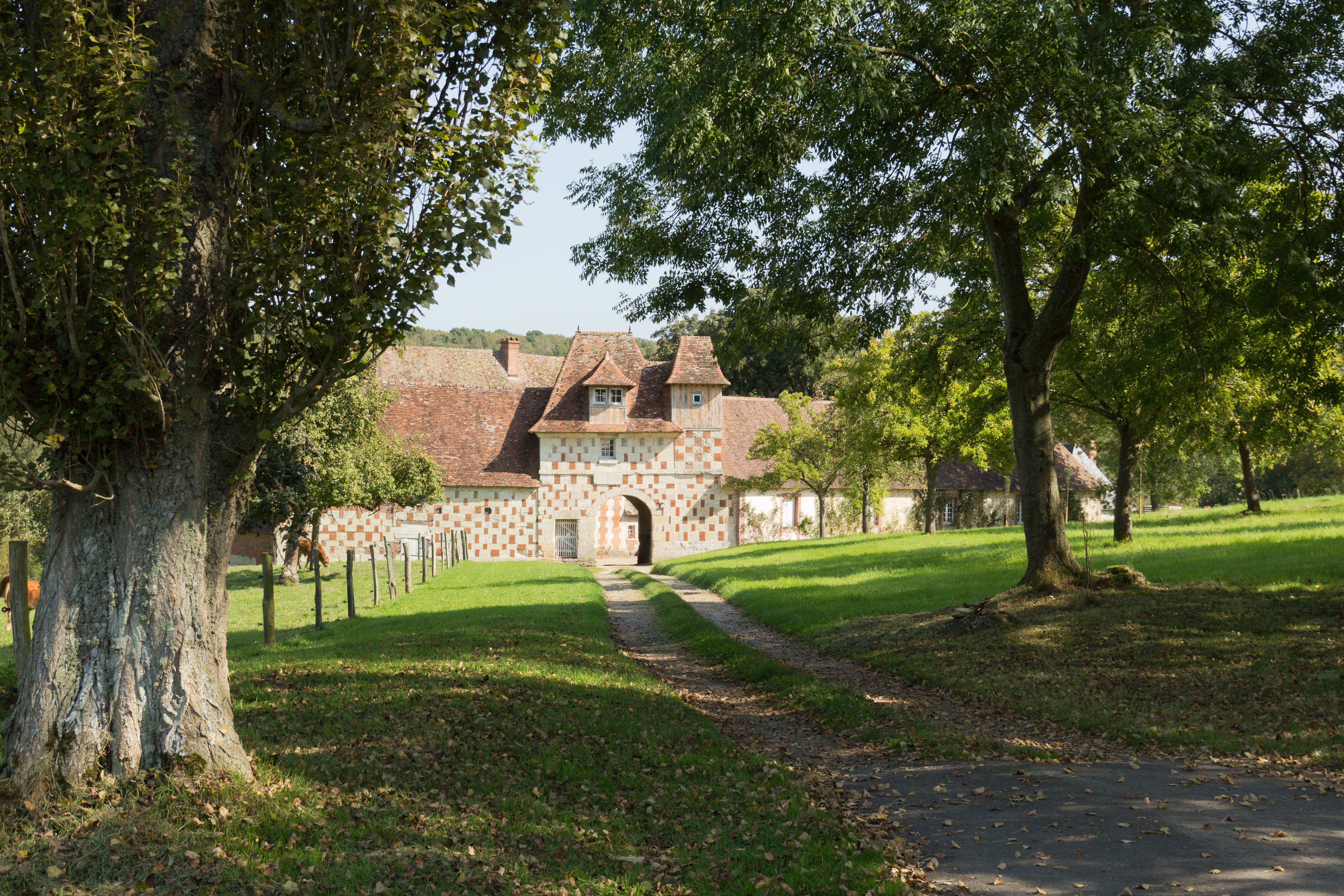
Herrenhaus von Querville